# Google Lunar X Prize
Google Lunar X PRIZE foi competição internacional organizada pela X PRIZE Foundation, instituição que organizou o Ansari X Prize, e patrocinada pela Google. O objectivo desta competição é a colocação de um rover no solo lunar e cumprir algumas tarefas recorrendo para isso com no mínimo 90% de investimento privado.

## Prêmios e desafios
O prêmio total da competição é de US$ 30 milhões, sendo:
- US$ 20 milhões para a primeira equipe que pousar uma espaçonave de propriedade privada na Lua, fazer um robô vagar na superfície lunar por um mínimo de 500 metros e transmitir um conjunto de vídeos, imagens e dados para a Terra, até 31 de dezembro de 2012;
- após 31 de dezembro de 2012, caso ninguém tenha cumprido a tarefa, o prêmio será reduzido para US$ 15 milhões e o prazo estendido até 31 de dezembro de 2014;
- US$ 5 milhões para a segunda equipe que pousar a sua espaçonave e cumprir as tarefas até 31 de dezembro de 2014;
- Um prêmio bônus de 5 milhões de dólares para quem percorrer distâncias maiores que 5000 metros, fazer funcionar o robô durante a longa noite lunar (14 dias) ou encontrar destroços de outras missões lunares.

Em 31 de dezembro de 2010 as inscrições foram encerradas com um total de 33 equipes que desembolsaram até trinta mil dólares para se candidatarem ao desafio. Atualmente existem 25 equipes em atividade.
Em 2018 foi anunciado que a competição acabou sem vencedores, no entanto, há planos para relançar a competição com parâmetros atualizados.